# Grab (compañía)
Grab Holdings Inc. es una empresa singapurense que proporciona a sus clientes a nivel internacional vehículos de transporte con conductor (VTC), a través de su software de aplicación móvil (app), que conecta los pasajeros con los conductores de vehículos registrados en su servicio, los cuales ofrecen un servicio de transporte a particulares.